# Infanterie-Regiment „Graf Kirchbach“ (1. Niederschlesisches) Nr. 46
Das Infanterie-Regiment „Graf Kirchbach“ (1. Niederschlesisches) Nr. 46 war ein Infanterieverband der Preußischen Armee.

## Geschichte
Das Regiment wurde während der Roonschen Heeresreform am 5. Mai 1860 gegründet. Dazu wurden drei Bataillone des 6. Landwehr-Infanterie-Regiments in das neue Regiment überführt. In den folgenden Jahren wurden einige Kompanien an andere Regimenter abgegeben. 1914 wurde es im Rahmen des Ersten Weltkrieges mobilisiert.
Am 16. Juni 1871 ernannte Wilhelm I. den General der Infanterie Hugo von Kirchbach zum Regimentschef, der diese Stellung bis zu seinem Tod bekleidete. Zur Erinnerung an ihn trug das Regiment seit dem 27. Januar 1889 den Namen Infanterie-Regiment „Graf Kirchbach“ (1. Niederschlesisches) Nr. 46.

### Verbleib
Nach dem Waffenstillstand verlegte das Regiment in die Heimat zurück, wurde zunächst über ab Ende Dezember 1918 in Wreschen und seit 12. Januar 1919 in Striegau demobilisiert und aufgelöst. In der Folgezeit bildeten sich verschiedene Freiformationen, die im Grenzschutz Ost zum Einsatz kam.
Die Tradition übernahm in der Reichswehr durch Erlass des Chefs der Heeresleitung General der Infanterie Hans von Seeckt vom 24. August 1921 die 11. Kompanie des 1. (Preußisches) Infanterie-Regiments in Gumbinnen.

## Kommandeure
| Dienstgrad            | Name                            | Datum                                      |
| --------------------- | ------------------------------- | ------------------------------------------ |
| Oberst                | Alexander von Freyhold          | 01. Juli 1860 bis 25. Juni 1864            |
| Oberst                | Rudolf von Esebeck              | 25. Juni 1864 bis 14. August 1865          |
| Oberst                | Rudolf Walther von Monbary      | 14. August 1865 bis 12. Juli 1870          |
| Oberst                | Maximilian von Stosch           | 12. Juli bis 16. August 1870               |
| Oberst                | Heinrich von Eberhardt          | 21. August 1870 bis 14. Februar 1874       |
| Oberst                | Richard Joffroy                 | 14. Februar 1874 bis 10. Februar 1877      |
| Oberstleutnant/Oberst | Karl von Aweyden                | 10. Februar 1877 bis 15. Mai 1883          |
| Oberst                | Wilhelm von Tschischwitz        | 15. Mai 1883 bis 14. Mai 1886              |
| Oberst                | Karl von Trebra                 | 15. Mai 1886 bis                           |
| Oberstleutnant/Oberst | Gustav Krahmer                  | 13. November 1888 bis 27. Juli 1892        |
| Oberst                | Otto Witte                      | 28. Juli 1892 bis 13. Mai 1895             |
| Oberst                | Carl Niemeyer                   | 13. Mai 1895 bis 18. April 1896            |
| Oberst                | Alfred von Sihler               | 18. April 1896 bis 15. Juni 1898           |
| Würt. Oberst          | Karl von Reinhardt              | 15. Juni 1898 bis 7. Juli 1901             |
| Oberst                | Anton von Thiesenhausen         | 07. Juli 1901 bis 22. April 1905           |
| Oberst                | Karl zu Boineburg und Lengsfeld | 22. April 1905 bis 23. Januar 1908         |
| Oberst                | Albrecht von Liebenstein        | 27. Januar 1908 bis 24. März 1909          |
| Oberst                | Gustav Hoffmann                 | 24. März 1909 bis 12. September 1911       |
| Oberst                | Wilhelm Hunaeus                 | 13. September 1911 bis 3. Mai 1914         |
| Oberst                | Viktor von Arent                | 04. Mai 1914 bis 5. Januar 1915            |
| Oberstleutnant        | Georg Sick                      | 05. Januar bis 21. April 1915              |
| Oberst                | Viktor von Arent                | 21. April bis 17. Mai 1915                 |
| Oberst                | Johannes Stockmann              | 17. Mai bis 1. August 1915                 |
| Major                 | Cramer                          | 01. August bis 17. September 1915 (Führer) |
| Oberst                | Friedrich von Lüttwitz          | 17. September 1915 bis 30. Dezember 1916   |
| Oberstleutnant        | Max Zunehmer                    | 30. Dezember 1916 bis 5. März 1918         |
| Major                 | Friedemann Goetze               | 05. März bis 14. Oktober 1918              |
| Hauptmann             | Wolff                           | 14. Oktober bis 21. Dezember 1918 (Führer) |
| Oberst                | Max Zunehmer                    | 15. Februar bis 2. Juli 1919               |

## Bekannte Regimentsangehörige
Im Verlauf der Geschichte zählten etliche bekannte Personen zu den Angehörigen des Regiments. Unter anderem sind dazu bekannt:
- Julius Aßmann
- Karl von Aweyden
- Robert von Bonin
- William Balck
- Otto Hasse
- Friedrich Wilhelm Heinz
- Walter Hertel
- Thaddäus von Jarotzky
- Theodor Leutwein
- Rudolf Walther von Monbary
- Wilhelm Mueller
- Walther Schroth
- Georg_Sick
- Benno Kruska
- Theodor von Kruska
- Adolf Kieslich
- Friedrich Karl Theodor Köring
- Karl Hoffmann
- Hermann von Görne
- Karl von Trebra
- Friedrich von Gallwitz-Dreyling
- Heinrich von Eberhardt
- Eugen von Petzel
- Rudolf von Bessel
- Rudolf von Manteuffel
- Moritz von Gerstein-Hohenstein
- Eberhard von Mantey
- Alexander von Freyhold
- Rudolf von Wechmar
- Wilhelm von Tschischwitz
- Ferdinand von Stosch
- Friedemann Goetze
- Karl August von Esebeck
- Carl Niemeyer
- August Schmundt
- Walter von Unruh
- Karl Arndt
- Gustav Krahmer
- Julius von Roeder
- Wilhelm von Linde
- Georg Otto von Wulffen
- Walther Zubke